# Горностаивка
Горностаивка (на украински: Горностаївка) е селище от градски тип в Южна Украйна, Горностаивски район на Херсонска област. Населението му е около 6999 души.